# Versailles, Indiana
Versailles [vərˈseɪlz] är administrativ huvudort i Ripley County i Indiana. Vid 2010 års folkräkning hade Versailles 2 113 invånare.